# Daltonia condita
Daltonia condita är en insektsart som beskrevs av Blocker och Fang 1993. Daltonia condita ingår i släktet Daltonia och familjen dvärgstritar. Inga underarter finns listade i Catalogue of Life.